# Hannu Tihinen
Hannu Tihinen (Keminmaa, 1 de Julho de 1976) é um ex-futebolista finlandês profissional que jogou como defesa central. Trabalha desde janeiro de 2014 como diretor desportivo na Associação de Futebol da Finlândia. Em janeiro de 2023 começou como especialista de Alto Desempenho na FIFA.
Já jogou em clubes na Finlândia, Noruega, Inglaterra, Bélgica e Suíça. Tihinen alcançou cinco campeonatos em três países numa carreira que terminou em 2010, com um título de campeão em dois países e capitão de quase todas as equipas dos seus clubes.

## Carreira em Clubes
Nascido em Keminmaa, Lapónia, Tihinen começou a sua carreira com o KePS nas divisões inferiores antes de se mudar para o clube HJK de Veikkausliiga na época de 1997. Conquistou um campeonato nacional e uma Copa da Finlândia pelo HJK,  e também adquiriu experiência internacional através da UEFA Champions League quando o clube disputou a temporada 1998-99.
Tihinen juntou-se então ao clube norueguês Viking em novembro de 1999. Marcou um autogolo decisivo na final da Taça da Noruega em 2000, mas ganhou o campeonato da Taça no ano seguinte e cabeceou o golo para a baliza certa. Tihinen passou duas épocas e meia no Viking, tendo também um breve período de empréstimo no West Ham United, na Premiership inglesa. Participou da vitória do West Ham por 1-0 sobre o Manchester United em pleno Old Trafford durante a temporada 2000-01 da FA Cup.
Em 2002 Tihinen juntou-se ao clube belga Anderlecht. Jogou na Bélgica durante quatro anos, ganhando dois campeonatos belgas. Tihinen marcou o golo vencedor de 1-0 contra o Lyon no jogo da Liga dos Campeões em novembro de 2003. 
Após seu contrato com o Anderlecht vencer no verão de 2006, transferiu-se para o Zürich em um contrato de três anos. Tornou-se Capitão da equipe vencedora das ligas nacionais de 2006-07 e 2008-09.
Em 30 de Setembro de 2009, Tihinen marcou, de letra, o gol da vitória do FC Zurich aos 10 minutos sobre o A.C. Milan em jogo válido pelo Grupo C da 2009-10 UEFA Champions League.

## Carreira na Seleção
Tihinen estreou-se pela Seleção Finlandesa em 5 de Junho de 1999 contra a Turquia. Juntamente com Sami Hyypiä, compôs a dupla de zaga titular da seleção finlandesa por um longo período. 
Tihinen capitaneou a equipa nacional num jogo conhecido como o jogo da águia contra a Bélgica em junho de 2007. No jogo, uma águia voou para o campo e o jogo foi interrompido durante algum tempo. A alcunha Eagel-owls (Águias-Corujas) da equipa nacional finlandesa teve origem neste evento.

## Capacete
Tihinen feriu sua cabeça diversas vezes durante sua carreira. Devido a isso, utilizava um capacete protetor durante as partidas em que atua. Coincidentemente, Tihinen usava a cabeça para fazer a maioria dos seus gols, devido à sua impulsão e habilidade para o cabeceio.
Depois de se reformar, Tihinen juntou-se ao FC Zürich como diretor desportivo adjunto.
A 13 de abril de 2012, anunciou a sua candidatura para concorrer ao novo presidente da Associação de Futebol da Finlândia, uma vez que o cargo foi deixado em aberto depois de Sauli Niinistö ter sido eleito Presidente da Finlândia. Nos anos de 2012 a 2014, Tihinen foi o presidente da Associação Finlandesa de Jogadores de Futebol.
Após a sua carreira, Tihinen estudou liderança e gestão internacional na Academia da UEFA e na Universidade de Aalto em Helsínquia e, desde 2014, é o diretor técnico da Associação de Futebol da Finlândia.

## Títulos
HJK
- Veikkausliiga: 1997
- Finnish Cup: 1998

Viking
- Norwegian Cup: 2001

Anderlecht
- Jupiler League: 2003–04, 2005–06
- Belgian Supercup: 2004

FC Zürich
- Swiss Super League: 2007, 2009